# Brodifakum
A brodifakum egy második generációs 4-hidroxikumarin-származék, amit véralvadásgátló és K-vitamin antagonista hatása miatt rágcsálóirtó hatóanyagként használnak.

## Fizikai-kémiai tulajdonságai
A brodifakum finom, fehéres vagy halvány krémszínű, szagtalan por. Molekulájának két királis centruma és ennek megfelelően négy sztereoizomerje van, amelyek egyformán mérgezőek. Nem illékony, vízben alig (0,24 mg/l pH 7,4-nél és 20 °C-on), szerves oldószerekben jobban (aceton: 23 g/l, toluol: 7,2 g/l, etil-acetát: 12 g/l) oldódik, a becsült oktanol-víz megoszlási hányadosa logKow=6,12. Olvadáspontja 232 °C, de már 235 °C-on elkezd feketedni és lebomlani.

## Alkalmazása
A brodifakumot biocidként, rágcsálóirtóként használják. A megengedett legmagasabb koncentrációja a termékekben 0,005% (lakossági felhasználású patkány- és egérirtókban 0,003%). Általában már egy adagban is hatékony; hatása a véralvadás mechanizmusának megzavarásában áll, néhány napon belül külső és belső vérzéseket okoz, amelyek végül halálhoz vezetnek.
A brodifakum az Európai Unióban átesett a biocidok felülvizsgálati programján és felvették az engedélyezett hatóanyagok listájára.

## Toxicitása
Akárcsak a többi véralvadásgátló patkányméreg, szerkezete hasonlít a K-vitaminéra és képes blokkolni a véralvadási faktorok aktivációját. Patkányokban az orálisan beadott brodifakum szinte teljes mértékben felszívódik, bőrön keresztül formulációtól függően 0,047-5% jut a szervezetbe. Kimondottan hajlamos felhalmozódni a szervezetben, csak nagyon lassan ürül ki. Időben beadott K-vitaminnal a toxikus hatás visszafordítható.
Erősen toxikus, szájon át beadva az LD50 érték patkányok esetében 0,4 mg/testsúlykg.
A brodifakum potenciális PBT anyag, a természetben nehezen bomlik le, zsíroldékonysága miatt hajlamos felhalmozódni a testszövetekben és erősen mérgező. Fennáll a veszélye annak, hogy a méregtől elhullott rágcsálókat a háziállatok (kutya, macska vagy akár sertés) vagy védett madarak (vércsék, ölyvek, baglyok) megeszik és maguk is megmérgeződnek. Emiatt több európai országban csak szakképzett rágcsálóirtók használhatnak véralvadásgátló-tartalmú szereket.

## Veszélyességi besorolása
Az 1272/2008/EK európai rendelet alapján a következő figyelmeztető mondatokkal és piktogramokkal rendelkezik:
- H 300 - Lenyelve halálos
- H 310 - Bőrrel érintkezve halálos
- H 330 - Belélegezve halálos
- H 372 - Ismétlődő vagy hosszabb expozíció esetén károsítja a véralvadást
- H 410 - Nagyon mérgező a vízi élővilágra, hosszan tartó károsodást okoz
- H 360D - Károsíthatja a születendő gyermeket

A H360D teratogenitási figyelmeztető mondat azért került rá, mert szerkezeti analógja, a warfarin hasonló tulajdonsággal rendelkezik. A brodifakummal végzett tesztek nem mutattak fejlődési rendellenességet okozó hatást.   